# Улица Пимена Панченко
Улица Пимена Панченко — улица в Фрунзенском районе Минска. Названа в честь Пимена Емельяновича Панченко (1917—1995), народного поэта Беларуси.

## История
Улицам, которые проектировались в микрорайонах Сухарево-4, 5, 6 на участке от МБР (бел. магістраль бесперапыннага руху) до ул. Максима Горецкого параллельно Минской кольцевой дароге, было решено присвоить имя народного поэта БССР Пимена Емельяновича Панченко.

## Описание
Перпендикулярно ответвляется от улицы Академика Фёдорова, идёт параллельно расположенной рядом МКАД и заканчивается т-образным перекрёстком с улицей Мазурова.
Примерно в середине длины улицы Панченко заканчивается улица Сухаревская, образуя т-образный перекрёсток.

## Объекты
Дома:
- 4 — ЖЭС-77
- 7 к.1 — Автоцентр «Байернкрафт»
- 30 — Детское дошкольное учреждение № 99
- 32 — Средняя школа № 199
- 44 — Аптека «Фармация № 6»[3]
- 56 — Средняя школа № 23
- 70 - м-н «Санта»

## Транспорт
- Автобус: 8, 11, 12, 17, 42, 50с, 121, 140
- Троллейбус: 7, 21, 48, 13
- Маршрутное такси: 1191